# Форте, Франческо
Франческо Форте (итал. Francesco Forte; 11 февраля 1929, Бусто-Арсицио, Ломбардия — 1 января 2022, Турин) — итальянский политик, экономист и академик. Он был членом Итальянской социалистической партии.

## Биография
Его отец был республиканским прокурором в Сондрио, и он тоже жил в этом городе. Он определяет себя как либерального социалиста, фактически после раскола в Палаццо Барберини вступил в социал-демократическую партию.
В 1947 году, выиграв конкурс выпускников Колледжа Гисьери в Павии, он поступил на юридический факультет Павийского университета, а также посещал некоторые курсы по политологии и, прежде всего, Финансовый институт университета. В 1951 году он закончил университет с отличием и упоминается в прессе, защитив диссертацию по финансам.
В 1954 году он стал заместителем преподавателя Эцио Ванони, у которого он был ассистентом, в Миланском университете.
В 1961 году он стал профессором финансов в Туринском университете, где сменил Луиджи Эйнауди.
Он был членом научного комитета Ломбардского института экономических и социальных исследований и Фонда Луиджи Эйнауди в Турине.
Он был экономическим менеджером Социалистической партии до 1982 года, когда он стал министром финансов правительства Фанфани V. В правительстве Кракси I он был министром общественной политики до 1985 года, когда он ушёл в отставку, чтобы стать заместителем заместителя министра по чрезвычайным интервенциям в Третьем мире. Он также занимал ту же должность в правительстве Кракси II до 1987 года.
В двухлетний период 1984 — 1985 гг. он был президентом Международного атлантического экономического общества. В те же годы он был профессором экономической политики и финансов в Римском университете Ла Сапиенца.
С 1985 года он является президентом ассоциации Politeia, а также является членом её Научно-технического комитета.
В 1987 году Форте был назначен почётным президентом Международного института государственных финансов.
Он был мэром Бормио (в провинции Сондрио) с 1988 по 1991 год.
Он был экономическим обозревателем и сотрудником Il Giorno, L’Espresso, Panorama, La Stampa, il Giornale, Il Sole-24 Ore, Italia Oggi, Libero, Il Foglio, L’Occidentale. Он является одним из редакторов «Словаря итальянского либерализма — Том II», опубликованного Рубеттино в 2015 году.
С 2003 года он является почётным профессором Римского университета Ла Сапиенца и профессором по контракту юридического факультета Средиземноморского университета Реджо-ди-Калабрия.
Умер 1 января 2022 года в Турине.